# 신사이바시스지

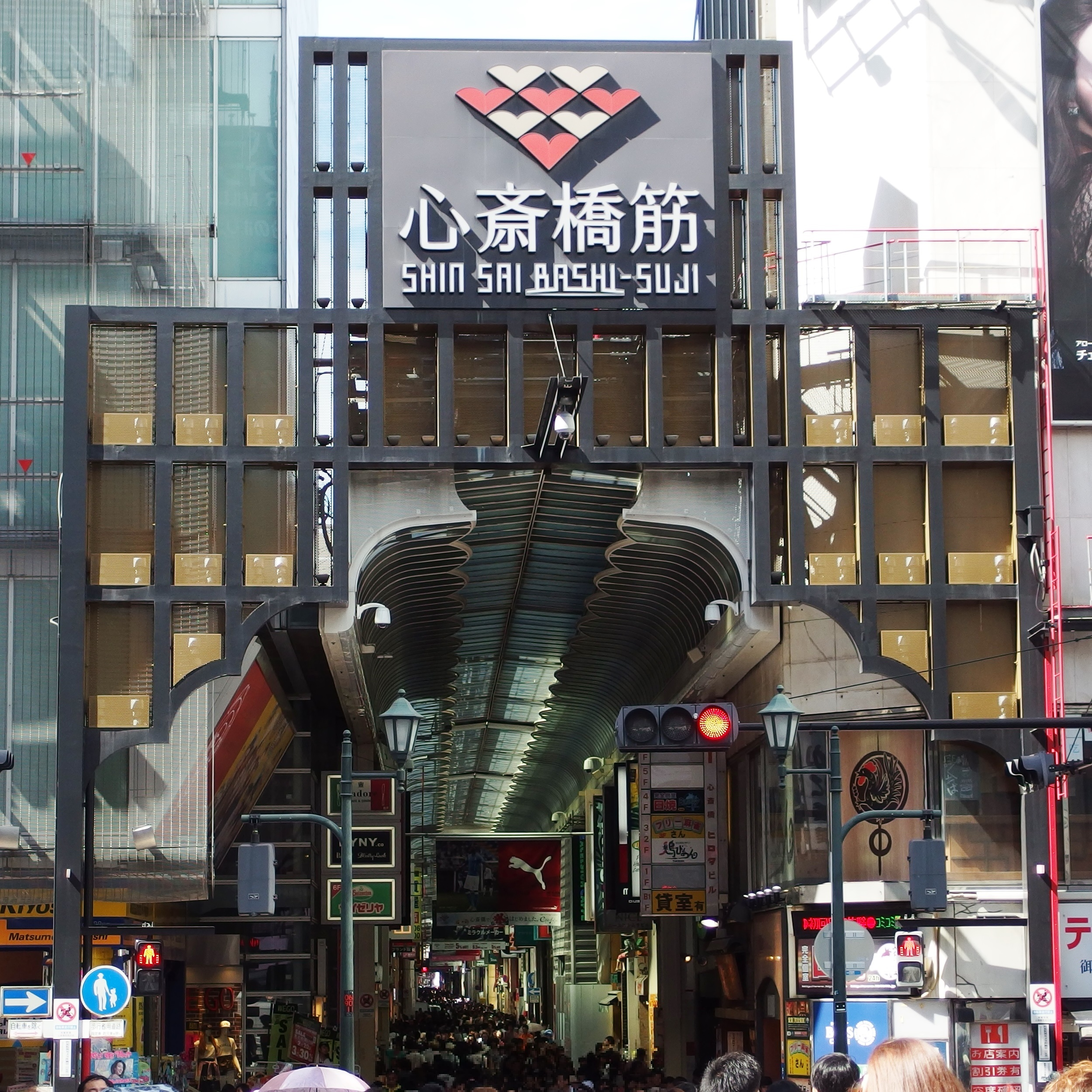

신사이바시스지(일본어: 心斎橋筋)는 일본 오사카부 오사카시 주오구에 있는 상점가로, 입구인 신사이바시 역 주변과 상점가 안쪽에는 브랜드 매장들이 자리잡고 있다.